# Ревир (Мисури)
Ревир (енгл. Revere) град је у америчкој савезној држави Мисури.

## Демографија
По попису из 2010. године број становника је 79, што је 42 (-34,7%) становника мање него 2000. године.
| Група             | 2000.       | 2010.      |
| Белци             | 120 (99,2%) | 74 (93,7%) |
| Афроамериканци    | 0 (0,0%)    | 0 (0,0%)   |
| Азијати           | 0 (0,0%)    | 1 (1,3%)   |
| Хиспаноамериканци | 1 (0,8%)    | 1 (1,3%)   |
| Укупно            | 121         | 79         |